# Plattmenage

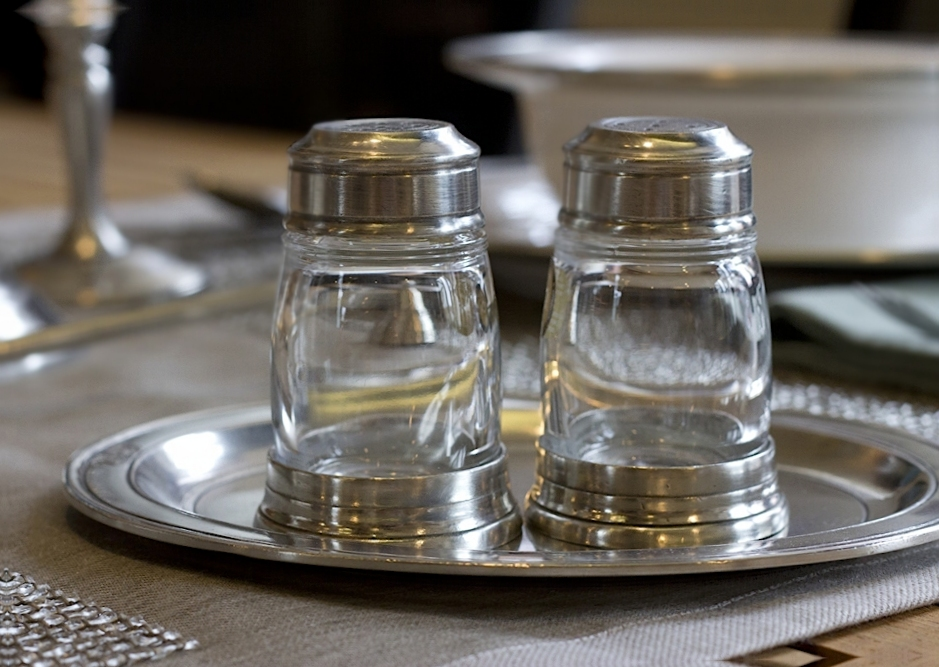
Kleinere Plattmenage mit Salz- und Pfefferstreuer-Set

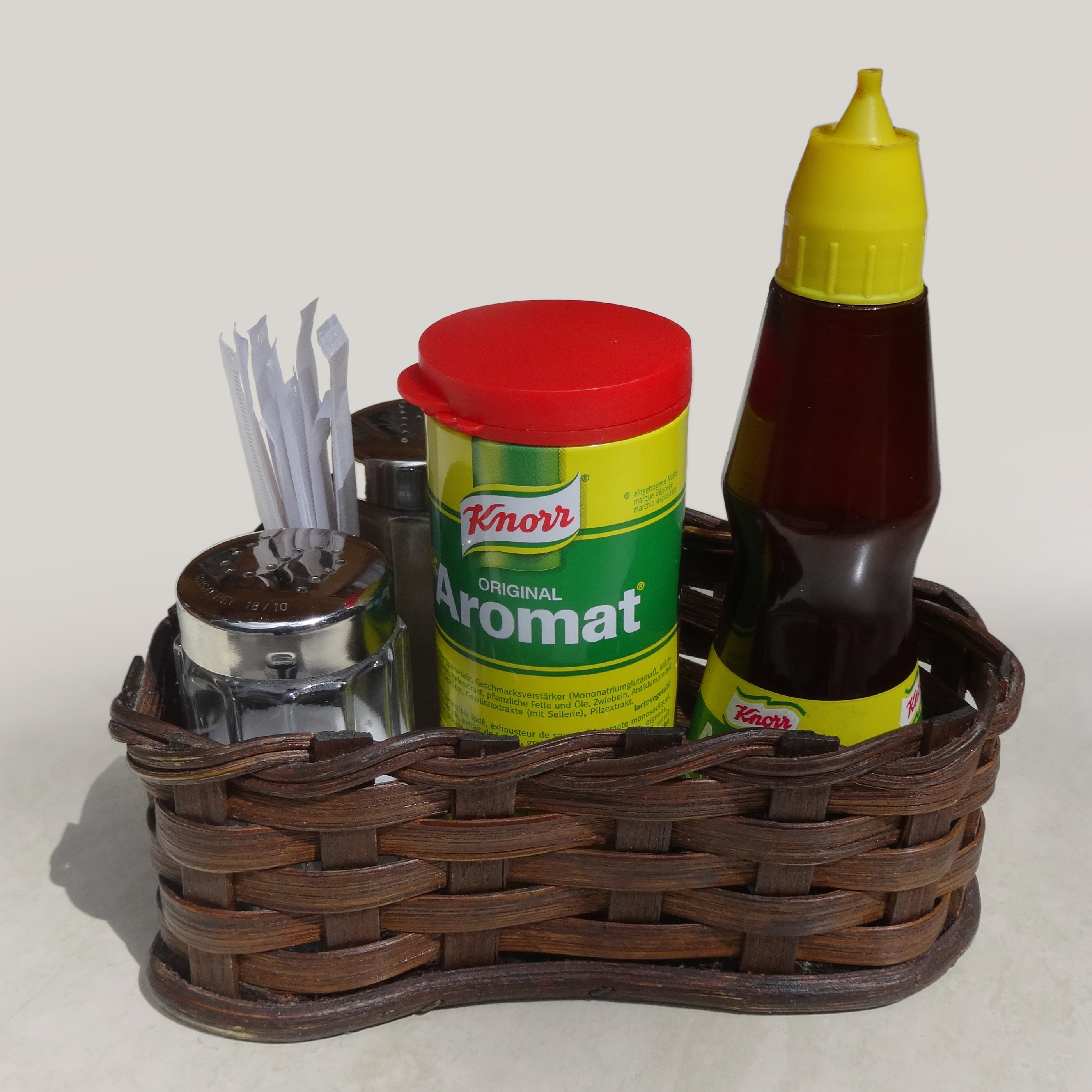
Menage mit Knorr-Würze

Bei der Plattmenage (auch Platmenage, Tafelaufsatz) handelt es sich um einen Teil des Essgeschirrs zur Aufbewahrung von Tischgewürzen. Klassisch sind auf einem tellerartigen Untersatz Pfeffer, Salz, Öl und Essig untergebracht. Ergänzend dazu können auch Würzmittel wie Tafelsenf, Maggi, Sojasauce oder Chilipulver vorkommen. Modernere Formen der Plattmenage weichen von der klassischen Tellerform ab und ähneln mehr einem Tablett. Neben der Aufbewahrung dient die Plattmenage vor allem zum handlichen und schnellen Servieren der Gewürze zum persönlichen Würzen beim Essen.
In Schweizer Restaurants gehört zur Plattmenage neben Salz, Pfeffer und Zahnstochern traditionell Maggi und Aromat. Im angelsächsischen Sprachraum werden derartige Gewürzkombinationen als Condiment Sets bezeichnet.
Plattmenage ist offenbar eine eingedeutschte Form von Plat de Menage. Diese Bezeichnung ist seit der zweiten Hälfte des 18. Jahrhunderts nachzuweisen, war aber im Französischen – als plat de ménage – offenbar nie in demselben Bedeutungszusammenhang im Gebrauch wie im Deutschen. Vielmehr wird der Ständer für Essig, Öl etc. im Französischen als huilier, surtout oder ménagère bezeichnet. Wohl aus der napoleonischen Zeit oder anderen Phasen engerer Berührung mit dem Nachbarland stammt die Übernahme der Bezeichnung „Huilier“ statt der Verwendung des Wortes „Plattmenage“ im südwestdeutschen Raum, der z. B. durch eine Anekdote aus Langenargen bezeugt ist, laut der das französische Wort in eingedeutschter Version „Willi“ geschrieben wurde.